# Imaginaerum
Imaginaerum é o sétimo álbum de estúdio da banda finlandesa de metal sinfônico Nightwish, que foi lançado em 30 de novembro de 2011 na Europa pela Nuclear Blast. O disco é um álbum conceitual que conta a história de um velho compositor relembrando sua vida em seu leito de morte, e foi produzido junto com um filme baseado nas letras, também intitulado Imaginaerum, dirigido por Stobe Harju; o lançamento ocorreu em 23 de novembro de 2012. Imaginaerum foi o segundo e último álbum com a vocalista Anette Olzon e também o último com o baterista Jukka Nevalainen, que se afastaria da banda em 2014 para tratar de sua insônia - uma saída planejada para ser temporária, mas que se tornou definitiva a partir de 2019.
Em fevereiro de 2011, o título do álbum foi originalmente revelado como Imaginarium, mas em agosto foi mudado para Imaginaerum a fim de evitar confusões com outros nomes semelhantes. Em 2 de setembro de 2011, a banda anunciou o primeiro single "Storytime", e em 8 de setembro a banda divulgou a capa, a data de lançamento e a lista de faixas comentada do disco. "Storytime" tocou pela primeira vez na estação de rádio finlandesa Radio Rock às nove horas da manhã (UTC+2) em 7 de novembro, e o single foi oficialmente lançado junto com o vídeo promocional em 9 de novembro de 2011, e o segundo single "The Crow, the Owl and the Dove", saiu em 29 de fevereiro de 2012.
Ambos os singles chegaram ao topo das paradas finlandesas, e Imaginaerum, em seu primeiro dia nas lojas, vendeu mais de 50 mil cópias na Finlândia, ganhando Disco de Platina dupla e sendo declarado o álbum mais vendido em menos tempo no país, além de ter vendido mais de 100 mil cópias até o fim de dezembro, tornando-se o disco mais comprado no país naquele ano após apenas um mês nas lojas, entrando nas paradas de vários outros países europeus e destacando-se também nas principais paradas na América do Norte e Ásia. Para promover o álbum, a banda embarcou na turnê mundial Imaginaerum World Tour (2012–2013).

## Planejamento e gravação

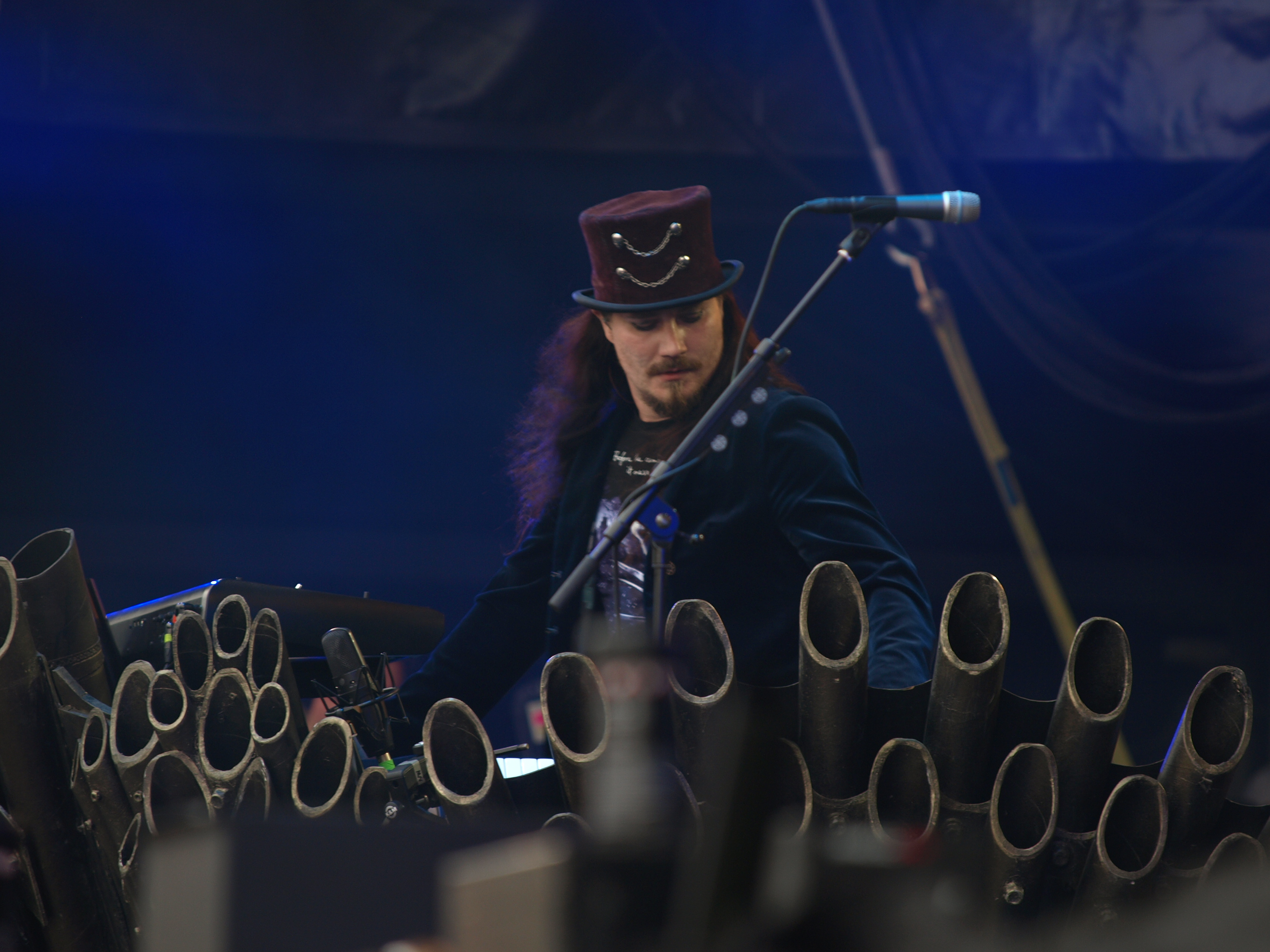
O tecladista do Nightwish, Tuomas Holopainen, é o principal produtor de Imaginaerum e de todos os álbuns do grupo.

Em julho de 2010, Tuomas revelou que as demos de base estavam prontas para serem desenvolvidas em estúdio.
Em julho de 2010 a banda se reuniu em um acampamento em Sävi, Finlândia, com exceção de Anette que na época tinha um bebê recém nascido, e Tuomas divulgou que as gravações começariam em 15 de outubro de 2010. O baterista Jukka Nevalainen começou a gravar em outubro de 2010, e pouco tempo depois o guitarrista Emppu Vuorinen começou seu trabalho. Nessa época o maestro Pip Williams começou a trabalhar em Londres conduzindo a Orquestra Filarmônica de Londres, e também conduziu um coro infantil, o que nunca havia sido usado nos álbuns do Nightwish antes, apesar de que a orquestra de Londres já trabalhou nos dois álbuns anteriores da banda, Once e Dark Passion Play. As gravações de Anette e do baixista Marco Hietala tiveram de ser adiadas pois ambos sofreram pequenos acidentes domésticos em casa e precisaram de tempo para se recuperar, mas ambos já haviam acabado em junho de 2011.
A capa do álbum foi desenvolvida por Janne Pitkänen, uma artista muito conhecida na Finlândia, onde ela trabalha sob o pseudônimo de Toxic Angel, e mostra a entrada de um parque de diversões à noite; essa imagem, inicialmente, seria apenas uma das ilustrações para o encarte interno, mas Tuomas achou que passava uma mensagem "sinistra e misteriosa", e achou que ela deveria ser a capa principal, numa decisão que foi apoiada por todos na banda, e Janne também foi contratada para produzir a capa do single "Storytime".

## Estilo musical e canções
Imaginaerum segue a linha musical deixada por seu antecessor, Dark Passion Play, inspirado principalmente por trilhas sonoras de cinema, possuindo uma orquestra completa junto com a banda, a Orquestra Filarmônica de Londres, cujo trabalho foi descrito por Tuomas como "belo, inspirador e cinematográfico", mas a orquestra não está presente em todas as faixas. O baixista Marco Hietala apontou que esse álbum é mais pesado que o anterior, e Tuomas diz que o álbum tem inspirações no doom metal de bandas como My Dying Bride e Paradise Lost. Tuomas também apontou como influências o diretor Tim Burton, o autor Neil Gaiman e o pintor Salvador Dalí, além de bandas como Van Halen e Pantera, e compositores e autores como Hans Zimmer, Danny Elfman e Ennio Morricone.

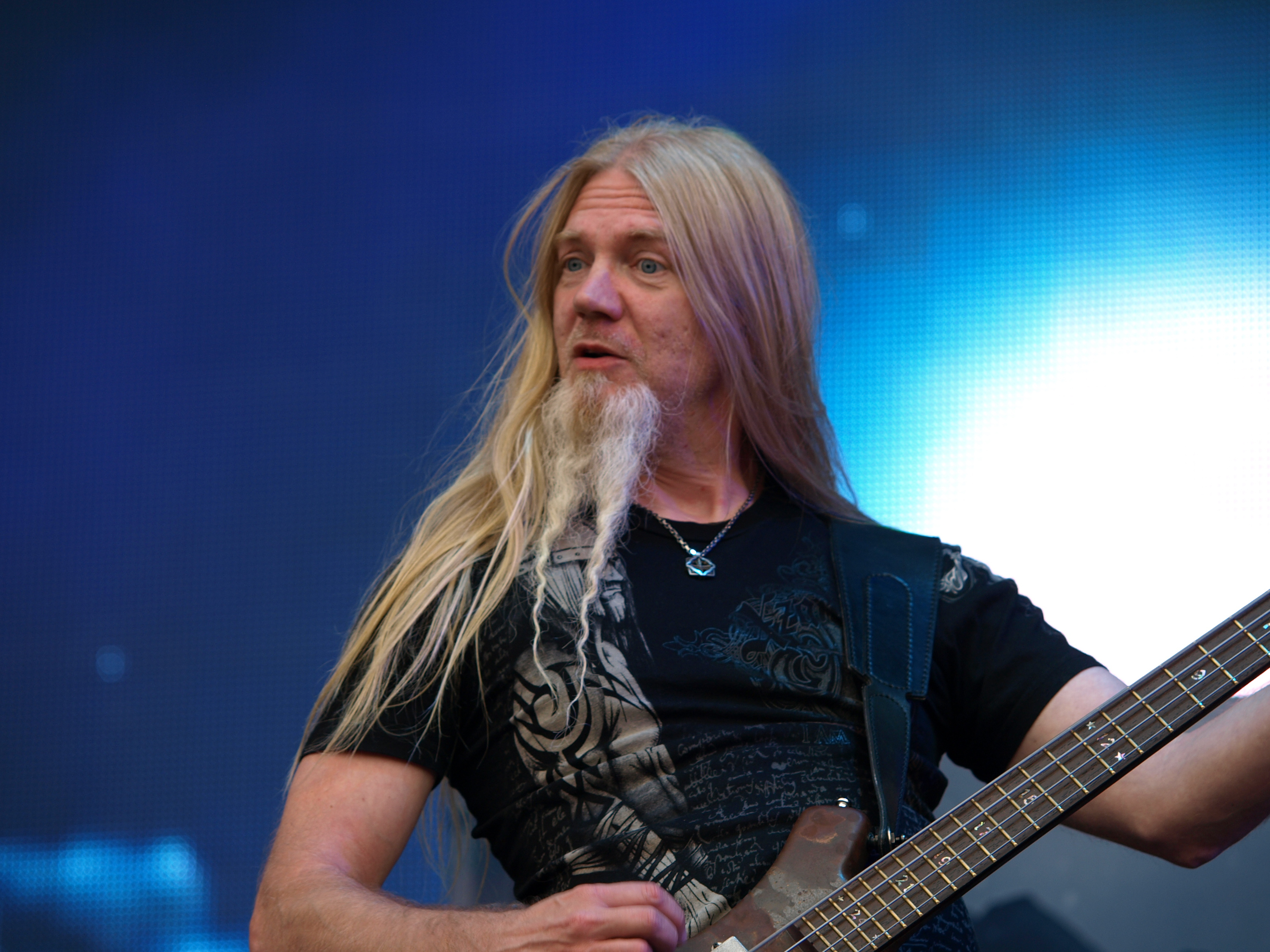
O baixista da banda, Marco Hietala, foi o principal compositor de "The Crow, the Owl and the Dove".

"Taikatalvi", que significa "inverno mágico" em finlandês, descreve o mundo como "um quadro em branco para a nossa imaginação" e marca a primeira vez que a banda faz uma introdução em um disco. A faixa é cantada em finlandês pelo baixista e vocalista Marco Hietala. "Storytime", o primeiro single, é descrita pelo tecladista, líder e principal compositor Tuomas Holopainen como sua versão do clássico natalino The Snowman, sendo o primeiro single do álbum; "Ghost River" descreve a vida como um privilégio supremo, e foi a primeira canção do disco a ser finalizada, sendo descrita por Tuomas como um "duelo entre o Diabo e a Mãe Gaia", e "Slow, Love, Slow" diz que "o amor mais verdadeiro não precisa de promessas e nem de palavras". Foi ambientada como uma canção de jazz inspirada por clubes de jazz estadunidenses dos anos 30, com Tuomas dizendo que seria uma "grande surpresa" para todos.
"I Want My Tears Back" fala da saudade de coisas há muito perdidas mas que ainda podem ser trazidas de volta, e seu instrumental é baseado na gaita irlandesa de Troy Donockley, sendo também considerada por Tuomas como um prelúdio para a faixa "My Walden", presente no álbum seguinte Endless Forms Most Beautiful. "Scaretale" é descrita como uma "viagem aos pesadelos da infância", e "Arabesque" é uma faixa instrumental. "Turn Loose the Mermaids" fala sobre testemunhar a partida de um amor, e é descrita por Tuomas como "melancólica e triste", e segundo ele é a única balada de verdade no álbum. "Rest Calm" fala de como a esperança e a memória não podem ser tiradas de uma pessoa e possui inspirações em bandas como Paradise Lost e My Dying Bride, e "The Crow, the Owl and the Dove" diz que "o amor é tudo e só a verdade é a nossa guia para um estado mais profundo", sendo uma composição de Marco.
"Last Ride of the Day" é inspirada em montanhas-russas e "Song of Myself" é a faixa épica do álbum, inspirada no escritor favorito de Tuomas, Walt Whitman, considerada por Tuomas como sua "catarse definitiva". Ela é dividida em quatro capítulos: "From a Dusty Bookshelf", "All That Great Heart Lying Still", "Piano Black" e "Love", sendo a terceira faixa mais longa na discografia da banda, apenas catorze segundos menor do que "The Poet and the Pendulum", do álbum anterior.
A faixa final, "Imaginaerum" foi composta com base no que a banda gostaria que tocasse durante a exibição dos créditos do filme; Tuomas teve a ideia, então, de juntar os principais riffs e temas do álbum e criar um medley orquestral com coral. Ele deu ao maestro da Orquestra de Londres, Pip Williams, liberdade total para conceber o encerramento.

## Filme

Capa promocional do filme Imaginaerum

Assim que o título do álbum foi divulgado, a banda anunciou que planejava fazer pequenos vídeos para cada faixa, que se conectariam entre si, formando uma história, e mais tarde foi anunciado que esse projeto havia se transformado em um filme completo, dirigido por Stobe Harju, produzido por Markus Selin e patrocinado pela Solar Films, que disponibilizou um orçamento de quase quatro milhões de euros, além da banda também ter recebido apoio diretamente do ministério da cultura finlandês.
O elenco principal é composto de atores britânicos não muito conhecidos internacionalmente, como Francis McCarthy e Marianne Farley, mas também possui alguns atores que já tiveram mais exposição, como o garoto Quinn Lord, por exemplo; além disso, todos os membros da banda aparecem em papéis pequenos: Anette é Ann, Tuomas é Tom, Marco é Marcus, Emppu é Emil e Jukka é Jack, e essas semelhanças entre os nomes foram intencionais do diretor para que o público possa sentir a "presença do grupo". A trilha sonora do filme foi baseada principalmente nas faixas do álbum, mas Tuomas trabalhou ao lado do compositor Petri Alanko para compor um material inédito, também lançando um CD individual contendo a trilha do filme. Em maio de 2012, a banda liberou uma pequena prévia do filme, e mais tarde confirmou o lançamento oficial para 23 de novembro de 2012.
A história do filme gira em torno de um velho compositor, Tom, que ainda tem uma alma jovem, e está sempre lembrando de sua infância e juventude já que possui sérios problemas mentais e não se lembra de quase nada sobre sua vida adulta. Stobe revelou que o filme possuiria um personagem animado que ele diz que será "bem lembrado pelos fãs da banda", e também disse que não seria um filme de criança, e sim um filme "adulto, maduro e que fará as pessoas pensarem".

## Lançamento e recepção
| Críticas profissionais | Críticas profissionais |
| Avaliações da crítica  | Avaliações da crítica  |
| Fonte                  | Avaliação              |
| ---------------------- | ---------------------- |
| About.com              | [ 16 ]                 |
| Allmusic               | [ 17 ]                 |
| Trash Hits             | [ 18 ]                 |
| Metal Storm            | [ 19 ]                 |
| Metal Underground      | [ 20 ]                 |
| Tanaka Music           | [ 21 ]                 |

Em seu primeiro dia nas lojas, Imaginaerum vendeu mais de 50 mil cópias na Finlândia e foi imediatamente certificado com Disco de Platina dupla, sendo declarado o álbum mais vendido em menos tempo na história do país, num record que o próprio Nightwish estabeleceu com seu álbum Century Child em 2002, e são eles mesmos a quebrá-lo e restabelece-lo deste então. Ao fim de sua primeira semana, o álbum havia chegado à terceira posição na Suécia, Suíça e nas paradas de rock do Reino Unido, tendo também chegado à sexta posição na Alemanha, onde ganhou Disco de Ouro pouco tempo depois, com mais de 100 mil cópias vendidas, e encerrou 2011 como o álbum mais vendido do ano na Finlândia, com mais de 100 mil cópias comercializadas e Disco de Platina tripla. O álbum iniciou 2012 em sétimo lugar na parada internacional do Japão e em décimo terceiro lugar no Canadá, além de ter vendido mais de 12 mil cópias nos Estados Unidos em sua primeira semana, se posicionando na vigésima posição da Billboard 200 e sendo declarado o segundo álbum de rock mais comprado no país em janeiro, atrás apenas de Here and Now da banda Nickelback. Até agora, estima-se que Imaginaerum já vendeu mais de 500 mil cópias mundialmente.
O álbum também foi um sucesso entre a crítica especializada, com o Metal Underground apontando que Imaginaerum é um dos melhores lançamentos do ano, assim como um dos melhores trabalhos musicais de todos os tempos; o About.com disse que muitas vezes um álbum é tão diversificado que se perde em si mesmo, mas aponta que esse não é o caso de Imaginaerum, que mesmo com a grande diferença de estilos possui uma coesão e estrutura que faz com que tudo se encaixe perfeitamente.
Para promover o álbum, o Nightwish iniciou a Imaginaerum World Tour, que começou com uma grande apresentação no Gibson Amphitheatre de Los Angeles em 21 de janeiro de 2012, e em seguida o grupo partiu em um festival de metal a bordo de um cruzeiro pelo Caribe, começando uma grande turnê europeia em março de 2012, com datas em ginásios, arenas, que se estendeu até o início de maio, e em junho a banda iniciou uma série de apresentações em festivais de música pela Europa, como o Download na Inglaterra, que se estendeu até o fim de agosto; a banda realizou concertos pela América do Norte entre setembro e outubro, seguindo para outras regiões como América do Sul, Oceania e Japão; a turnê encerrou em 11 de agosto de 2013.

## Faixas
| N.º            | Título                                                              | Duração |  |
| 1.             | "Taikatalvi"                                                        | 2:35    |  |
| 2.             | "Storytime"                                                         | 5:22    |  |
| 3.             | "Ghost River"                                                       | 5:24    |  |
| 4.             | "Slow, Love, Slow"                                                  | 5:50    |  |
| 5.             | "I Want My Tears Back"                                              | 5:07    |  |
| 6.             | "Scaretale"                                                         | 7:32    |  |
| 7.             | "Arabesque"                                                         | 2:52    |  |
| 8.             | "Turn Loose the Mermaids"                                           | 4:19    |  |
| 9.             | "Rest Calm"                                                         | 6:59    |  |
| 10.            | "The Crow, the Owl and the Dove" (Marco Hietala)                    | 4:10    |  |
| 11.            | "Last Ride of the Day"                                              | 4:31    |  |
| 12.            | "Song of Myself (divida em quatro capítulos) - Capítulo IV: "Love"" | 13:29   |  |
| 13.            | "Imaginaerum" (Holopainen, Pip Williams)                            | 6:18    |  |
| Duração total: | Duração total:                                                      | 74:28   |  |

## Desempenho nas paradas
| País           | Parada (2011–2012)      | Melhor posição |
| -------------- | ----------------------- | -------------- |
| Alemanha       | Media Control Charts    | 6              |
| Austrália      | ARIA Charts             | 19             |
| Áustria        | Ö3 Austria Top 40       | 9              |
| Bélgica        | Ultratop (Flandres)     | 44             |
| Bélgica        | Ultratop (Valônia)      | 39             |
| Canadá         | Canadian Albums Chart   | 13             |
| Dinamarca      | Hitlisten               | 55             |
| Espanha        | Promusicae              | 49             |
| Estados Unidos | Billboard 200           | 27             |
| Estados Unidos | Top Hard Rock Albums    | 2              |
| Estados Unidos | Top Rock Albums         | 7              |
| Estados Unidos | Top Tastemaker Albums   | 13             |
| Finlândia      | Suomen virallinen lista | 1              |
| França         | SNEP                    | 41             |
| Grécia         | IFPI Ελλάδα             | 5              |
| Hungria        | Mahasz                  | 21             |
| Irlanda        | Irish Albums Chart      | 15             |
| Itália         | FIMI                    | 32             |
| Japão          | Oricon                  | 7              |
| México         | AMPROFON                | 22             |
| Noruega        | VG-lista                | 17             |
| Países Baixos  | Dutch Charts            | 24             |
| Polónia        | Polish Music Charts     | 18             |
| Portugal       | Top 50 Nacional         | 33             |
| Reino Unido    | UK Albums Chart         | 69             |
| Reino Unido    | UK Rock Chart           | 3              |
| Reino Unido    | UK Indie Chart          | 7              |
| Chéquia        | IFPI Česká Republika    | 16             |
| Rússia         | Russian Music Charts    | 12             |
| Suécia         | Sverigetopplistan       | 3              |
| Suíça          | Swiss Hitparade         | 3              |

| País      | Parada (2011)           | Posição |
| --------- | ----------------------- | ------- |
| Alemanha  | Media Control Charts    | 51      |
| Finlândia | Suomen virallinen lista | 1       |
| Suíça     | Swiss Hitparade         | 77      |

| País   | Parada (2012)        | Posição |
| ------ | -------------------- | ------- |
| Rússia | Russian Albums Chart | 44      |
| Suíça  | Swiss Top 100 Albums | 52      |

| País      | Certificaçã    |
| --------- | -------------- |
| Finlândia | Platina tripla |
| Alemanha  | Ouro           |
| Suíça     | Ouro           |

## Créditos
A seguir estão listados os músicos e técnicos envolvidos na produção do álbum Imaginaerum conforme o encarte da obra:

### Nightwish
Chamados de The Imagineers no encarte.
- Tuomas Holopainen – teclado
- Emppu Vuorinen – guitarra, violão
- Jukka Nevalainen – bateria, percussão
- Marco Hietala – baixo, vocais (nas faixas 1, 3-6, 9-12)
- Anette Olzon – vocais

### Músicos convidados
Chamados de Fellow Imagineers no encarte.
- Troy Donockley – gaita irlandesa (nas faixas 5 e 13), tin whistle (nas faixas 1, 8 e 10), vocais (nas faixas 10 e 12), bodhran, bouzouki
- Dermot Crehan – hardanger fiddle
- Dirk Campbell – sorna
- Guy Barker – trompete solo
- Paul Clarvis e Stephen Henderson – percussão étnica
- Pekka Kuusisto – violino
- "The loved ones & the fellowship" recebem os créditos pelas passagens declamadas na faixa 12
- Kai Hahto – percussão

| - Tero Kinnunen – engenharia de áudio, mixagem, masterização - Mikko Karmila – engenharia de áudio, mixagem, masterização - Mika Jussila – masterização - Pip Williams, James Shearman, Thomas Bowes – arranjo e direção de orquestra - James Shearman – maestro de orquestra - Lynda Richardson, Jenny O'Grady – condução do coral infantil - Toxic Angel - capa O grupo coral Metro Voices participou sob liderança da mestre Jenny O'Grady. Os Young Musicians London também contribuíram, sob liderança de Lynda Richardson e coordenados por Jenny O'Grady. A orquestra, London Philharmonic Orchestra, chamada de "The Looking Glass Orchestra", foi liderada por Thomas Bowes e teve como maestro James Shearman. A orquestra e o coral foram arranjados, orquestrados e dirigidos por Pip Williams. |